# リチャード・シアーズ
リチャード・シアーズ（Richard Sears, 1861年10月16日 - 1943年4月8日）は、アメリカ合衆国・マサチューセッツ州ボストン出身の男子テニス選手。
1881年に第1回大会が開かれた全米選手権（現在の全米オープン）で最初の男子シングルス優勝者になった選手で、第1回大会から7連覇を達成した。
グランドスラム優勝7回は1925年にビル・チルデンに抜かれるまでは歴代1位タイ記録だった。
フルネームは Richard Dudley Sears （リチャード・ダドリー・シアーズ）という。彼はボストンの名家に育ち、親族にも多くのテニス選手がいた。

## 経歴
1881年に「全米シングルス選手権」（最初の名称：U.S. National Singles Championship）の第1回大会がアメリカ・ロードアイランド州ニューポートで開催され、24名の男子選手が参加した。当時まだハーバード大学に在学中であったリチャード・シアーズは、帽子とネクタイと半ズボンを着用し、足には長いウールのソックスを履き、やや傾きのある重さ16オンス（約450グラム）のテニスラケットでプレーしたという。歴史的な男子シングルス1回戦を 6-0, 6-2 で突破したシアーズは、最初の決勝戦でウィリアム・グリン（William Glyn）を 6-0, 6-3, 6-2 のストレートで圧倒し、全米シングルス選手権の第1回優勝者に輝いた。
最初の3回は通常の勝ち抜き戦であったが、第4回大会の1884年から「チャレンジ・ラウンド」（Challenge Round, 挑戦者決定戦）が導入された。この方式はウィンブルドン選手権では第2回大会から実施されており、大会前年優勝者を除く他の選手たちがチャレンジ・ラウンドの1回戦から勝ち抜き、それを制した選手が大会前年優勝者への挑戦権を得て、「オールカマーズ・ファイナル」（All-Comers Final）で優勝者を決定する。大会前年優勝者は無条件で「オールカマーズ・ファイナル」に進出できたところが、現在のシステムとの相違点であった。シアーズは第4回大会から「チャレンジ・ラウンド」の優勝者を待ち、「オールカマーズ・ファイナル」の決勝を戦うのみとなった。この頃にシアーズは自分のテニス・スタイルも大幅に変え、トップスピン（順回転）をかけたフォアハンド・ストロークを多用するようになった。1887年の第7回大会まで負けなしの7連覇を達成した後（7年間で18連勝）、シアーズは無敗のまま「全米シングルス選手権」を引退した。
リチャード・シアーズはウィンブルドン選手権でも、1884年に大会史上初の外国人出場者となった。ウィンブルドン選手権に初遠征した外国人選手は、リチャード・シアーズ、ジェームズ・ドワイト、A・L・ライブズ（すべてアメリカ人選手）の3人だった。シアーズはシングルスの初戦を出場断念し、ドワイトとのダブルスでは準決勝まで進んだが、当時のウィンブルドン選手権に君臨していたウィリアムとアーネストの「レンショー兄弟」に 0-6, 1-6, 2-6 で完敗した。
その後、シアーズは1887年と1888年の2年間「全米テニス協会」の会長を務めた。アメリカのテニス史の黎明期を築いたリチャード・ダドリー・シアーズは、1943年4月8日に81歳で死去した。
それから11年後の1954年に、ジェームズ・バン・アレン（James Van Alen, 1902年 - 1991年）がニューポートの地に「国際テニス殿堂」を設立した。第1回の国際テニス殿堂入り式典は1955年に行われ、シアーズは第1回の全米選手権優勝者として、他の6名の選手と一緒に最初の殿堂入りを果たした。最初期の殿堂入り選手は、大半が全米選手権で活躍した選手に限られたが、やがてウィンブルドン優勝者なども殿堂入りするようになり、現在は世界のテニスの歴史的名選手を記念する博物館になった。
全米選手権も歴史とともに変遷を重ね、1968年から現在のような「全米オープン」になったが、それまでは男女のシングルス、ダブルスがそれぞれ別々の会場で行われた。